# Robert Boykins
Robert Boykins (* 14. Dezember 1970) ist ein ehemaliger US-amerikanischer Basketballspieler.

## Leben
Der 2,02 Meter große Flügelspieler erzielte zwischen 1992 und 1995 1640 Punkte für die Mannschaft der Johnson C. Smith University in Charlotte (US-Bundesstaat North Carolina) und setzte sich in der ewigen Korbjägerliste der Mannschaft damit auf den sechsten Rang.
1995 sammelte er Profierfahrung in einer Sommerliga in der Dominikanischen Republik. In der Saison 1995/96 stand Boykins kurzzeitig bei der Mannschaft Shreveport Storm in der US-Liga Continental Basketball Association unter Vertrag, bestritt drei Spiele und kam auf einen Punkteschnitt von 5,0 je Begegnung. 1996 gehörte er den Carolina Cardinals (United States Basketball League) an. Boykins wechselte nach Südkorea zu den LG Sakers, für die er während der Saison 1997/98 spielte. Im Mai 1998 wurde er von den Atlantic City Seagulls aus der United States Basketball League (USBL) verpflichtet.
Der sprungstarke Flügelspieler stand 1998/99 in Diensten des deutschen Bundesligisten SG Braunschweig. Er erzielte in 26 Bundesliga-Spielen im Durchschnitt 14 Punkte sowie 7,6 Rebounds je Begegnung. Der als „Sprungwunder“ bezeichnete Boykins ließ mit kraftvollen Dunkings aufhorchen, hatte aber Schwierigkeiten, sich an die Spielweise in der Bundesliga zu gewöhnen. Sein Höchstwert in einem Bundesliga-Spiel waren 33 Punkte, die Boykins im Oktober 1998 mit einer Feldwurfquote von 75 Prozent gegen Brandt Hagen erzielte. Boykins spielte während seiner Profikarriere auch in Australien und Israel.
Mit seiner Frau hat er zwei Söhne und eine Tochter. Sohn Devonte spielte Basketball an der Georgia Southern University, dann an der North Carolina A&T State University, Sohn Devince an der Marshall University sowie anschließend gemeinsam mit seinem Bruder an der Georgia Southern University.